# Greya punctiferella
Greya punctiferella är en fjärilsart som beskrevs av Walsingham 1888. Greya punctiferella ingår i släktet Greya och familjen knoppmalar. Inga underarter finns listade i Catalogue of Life.